# Albert Ayat
Albert Jean Louis Ayat (París, 7 de març de 1875 – Courbevoie, 2 de desembre de 1935) va ser un tirador d'esgrima francès que va competir a cavall del segle xix i el segle xx. El 1900 va prendre part en els Jocs Olímpics de París, en què guanyà dues medalles d'or en les proves d'espasa professional i espasa amateur-professional.